# Armadillidium messenicum
Armadillidium messenicum là một loài chân đều trong họ Armadillidiidae. Loài này được Verhoeff miêu tả khoa học năm 1902.